# Rivière Saint-Paul
Rivière Saint-Paul är ett vattendrag i Kanada.   Det ligger i provinsen Québec, i den östra delen av landet, 1 500 km öster om huvudstaden Ottawa.
Trakten runt Rivière Saint-Paul består i huvudsak av gräsmarker. Trakten runt Rivière Saint-Paul är nära nog obefolkad, med mindre än två invånare per kvadratkilometer.